# Billy Dee Williams
Pour les articles homonymes, voir Williams, Bill Williams et BDW.
William December Williams, Jr., dit Billy Dee Williams (ou BDW), est un acteur américain, né le 6 avril 1937 à New York.
Il est principalement connu pour le rôle de Lando Calrissian dans la franchise Star Wars, rôle qu'il tient dans plusieurs œuvres de la franchise depuis 1980 et le film Star Wars, épisode V : L'Empire contre-attaque. Sur grand écran, il reprend le personnage en 1983 dans Star Wars, épisode VI : Le Retour du Jedi, puis trente-six ans plus tard dans Star Wars, épisode IX : L'Ascension de Skywalker sorti en 2019. 
En 1989, il tient le rôle du procureur Harvey Dent dans le film  Batman de Tim Burton, rôle qu'il reprend le temps d'un caméo dans le film d'animation Lego Batman sorti en 2017.

## Biographie

### Jeunesse
Williams est né à New York, fils de Loretta Anne (1915-2016), opérateur de monte-charge de Montserrat, originaire de l'Inde occidentale, et William December Williams, père (1910-2008), Afro-Américain caretaker du Texas,. Il a une sœur jumelle, Loretta, et a grandi à Harlem, où il a été élevé par sa grand-mère maternelle alors que ses parents occupaient plusieurs emplois. Williams est diplômé de la High School of Music & Art (qui a ensuite fusionné avec la High School of Performing Arts pour devenir la High School of Music & Art de Fiorello H. LaGuardia à Manhattan), où il était un camarade de classe de Diahann Carroll, l’épouse de son personnage  Brady Lloyd  lors du feuilleton Dynasty, dans les années 1980.

### Carrière
Billy Dee Williams est notamment célèbre pour son interprétation du contrebandier devenu membre de l'Alliance rebelle, Lando Calrissian, qu'il joue pour la première fois en 1980 dans le film Star Wars, épisode V : L'Empire contre-attaque (Star Wars: Épisode V - The Empire Strikes Back). Il reprend une première fois le rôle en  1983 dans Star Wars, épisode VI : Le Retour du Jedi (Star Wars: Épisode VI - Return of the Jedi).
En mars 2014 il est candidat de la 18e saison de l'émission Dancing with the Stars. Il abandonne la compétition la 3e semaine, à la suite d'une blessure survenue durant les entrainements.
Après avoir prété sa voix à Lando Calrissian dans plusieurs productions, Billy Dee Williams est annoncé en juillet 2018 au casting de Star Wars, épisode IX : L'Ascension de Skywalker, dernier volet de la troisième trilogie de Star Wars qui sort en 2019. Par la suite, il reprend le personnage dans les films d'animation The Lego Star Wars Holiday Special (en) (2020) et Lego Star Wars: Summer Vacation (en) (2022) ainsi que le jeu vidéo Lego Star Wars : La Saga Skywalker (2022),,.

### Vie privée
Williams a été marié trois fois. Son premier mariage était avec Audrey Sellers en 1959. Ils ont divorcé quelques années plus tard. Il a un fils, Corey Williams. En 1968, Williams a épousé la mannequin et actrice Marlene Clark à Hawaii. Son mariage n'a duré que deux ans et ils ont obtenu le divorce en 1971. Williams a épousé Teruko Nakagami le 27 décembre 1972. Elle a amené une fille, Miyako (née en 1962), de son précédent mariage avec le musicien Wayne Shorter. Il a une fille, Hanako (née en 1973). Il a demandé le divorce en 1993, mais ils se seraient réconciliés en 1997.

## Filmographie

### Cinéma

#### Films
- 1959 : La Colère du juste (The Last Angry Man), de Daniel Mann : Josh Quincy
- 1970 : Escapade à New York (The Out-of-Towners) : Clifford Robinson, the ticket agent
- 1972 : Émeute à Los Angeles (The Final Comedown) : Johnny Johnson
- 1972 : Lady Sings the Blues : Louis McKay
- 1973 : Hit! : Nick Allen
- 1974 : The Take de Robert Hartford-Davis : Sneed
- 1975 : Mahogany : Brian Walker
- 1976 : Bingo (The Bingo Long Traveling All-Stars & Motor Kings) : Bingo Long (P)
- 1977 : Scott Joplin : Scott Joplin
- 1980 : Star Wars, épisode V : L'Empire contre-attaque (Star Wars: Épisode V - The Empire Strikes Back) : Lando Calrissian
- 1981 : Les Faucons de la nuit (Nighthawks) de Bruce Malmuth : Det. Sgt. Matthew Fox
- 1983 : Marvin and Tige : Richard Davis
- 1983 : Star Wars, épisode VI : Le Retour du Jedi (Star Wars: Épisode VI - Return of the Jedi) : Lando Calrissian
- 1984 : New York, deux heures du matin (Fear City) : Al Wheeler
- 1987 : Number One with a Bullet : Det. Hazeltine
- 1987 : Homicide à Wall Street (Deadly Illusion) : Hamberger
- 1989 : Batman : Harvey Dent
- 1990 : Secret Agent OO Soul de Julius LeFlore : Secret Agent Zero
- 1991 : Sacré sale gosse (Dutch) : Max
- 1992 : Giant Steps : Slate Thompson
- 1993 : Terreur dans l'espace (Alien Intruder) : Commander Skyler
- 1996 : Le Prince (The Prince) : Jamie Hicks
- 1996 : Steel Sharks : Adm. Jim Perry
- 1996 : Le Visage du danger (Mask of Death) : Agent Jeffries
- 1997 : La Dernière Cible (Moving Target) : Detective Don Racine
- 1998 : Tueuse d'élite (The Contract) : Senator Harmon
- 1999 : J'emporterais ton âme (Fear Runs Silent) (vidéo) : Sheriff Hammond
- 2000 : The Visit (en) de Jordan Walker-Pearlman (en) : Henry Waters
- 2000 : Un homme à femmes (The Ladies Man) de Reginald Hudlin : Lester
- 2001 : Good Neighbor : Sgt. Paul Davidson
- 2001 : Very Heavy Love : Dante Brown
- 2002 : The Last Place on Earth : Dr Davis
- 2002 : Undercover Brother : Un agent très secret (Undercover Brother) : Gen. Warren Boutwell
- 2003 : Today Will Be Yesterday Tomorrow : Godot
- 2004 : The Maintenance Man (vidéo) : Melven
- 2005 : Constellation : Helms Boxer
- 2006 : Hood of Horror de Stacy Title : Pastor Charlie
- 2008 : iMurders : Robert Delgado
- 2009 : Fanboys : le juge Reinhold
- 2010 : Barry Munday : Lonnie Green
- 2012 : The Trace : le juge Devi
- 2012 : This Bitter Earth : Joe Watkins
- 2019 : Star Wars, épisode IX : L'Ascension de Skywalker (Star Wars: Episode IX – The Rise of Skywalker) de J. J. Abrams : Lando Calrissian

#### Films d'animation
- 2004 : Oedipus : Bartender
- 2011 : Milo sur Mars (Mars Needs Moms) de Simon Wells : Mysic
- 2014 : La Grande Aventure Lego (The Lego Movie) de Phil Lord et Chris Miller : Lando Calrissian
- 2017 : Lego Batman, le film (The Lego Batman Movie) de Chris McKay : Harvey Dent / Double Face
- 2020 : The Lego Star Wars Holiday Special (en) : Lando Calrissian
- 2022 : Lego Star Wars: Summer Vacation (en) : Lando Calrissian

### Télévision

#### Téléfilms
- 1969 : Lost Flight (en) : Merle Barnaby
- 1970 : Carter's Army : Lewis
- 1971 : Brian's Song : Gale Sayers
- 1972 : The Glass House : Lennox
- 1979 : Christmas Lilies of the Field : Homer Smith
- 1980 : La Tour Eiffel en otage (The Hostage Tower) : Clarence Whitlock
- 1980 : Children of Divorce (Les Enfants du divorce) : Walter Williams
- 1983 : Shooting Stars : Douglas Hawk
- 1984 : Double identité (The Impostor) : Matthew Raines
- 1984 : Time Bomb : Wes Tanner
- 1986 : Le Droit au meurtre (The Right of the People) : Mike Trainor
- 1986 : Oceans of Fire : Jim McKinley
- 1986 : Seule contre la drogue (Courage) : Bobby Jay
- 1988 : Desperado, le retour de Duell McCall (The Return of Desperado) : Daniel Lancaster
- 1990 : Dangerous Passion : Lou
- 1992 : La Famille Jackson (The Jacksons: An American Dream) : Berry Gordy
- 1993 : Marked for Murder : Capt. Jack Reilly
- 1993 : Percy & Thunder : Ralph Tate
- 1993 : Souvenir du Viêt-nam (Message from Nam) : Felix
- 1995 : Triplecross : Agent Oscar Pierce
- 1995 : Falling for You : Lieutenant Frank Lazaro
- 1997 : Le Quatrième Roi (Il quarto re) de Stefano Reali : Gaspard
- 1998 : Hard Time : Leo Barker
- 2003 : Alien Evolution 2 (Epoch: Evolution) : Ferguson
- 2017 : Dirty Dancing : Tito Suarez

#### Séries télévisées
- 1964 : Another World : Assistant D.A. (2 épisodes)
- 1966 : Haine et Passion (The Guiding Light) : Dr Jim Frazier #1
- 1971 : Mission impossible : Hank Benton (saison 6, épisode 6)
- 1984-1985 : Dynasty : Brady Lloyd (5 épisodes)
- 1983 : Chiefs (en) : Tyler Watts / Joshua Cole (3 épisodes)
- 1985 : Double Dare (en) : Billy Diamond (6 épisodes)
- 1986 : Blood, Sweat and Tears : Police Captain[réf. nécessaire]
- 1993 : Martin : lui-même (saison 1, épisode 19)
- 1994 : Nord et Sud 3 (Heaven & Hell: North & South, Book III) : Francis Cardozo (3 épisodes)
- 2000-2001 : La Loi du fugitif (18 Wheels of Justice) : Burton Hardesty (26 épisodes)
- 2004 : That '70s show : le pasteur Dan  (saison 6, épisode 14)
- 2006 : Scrubs : lui-même / le parrain de Julie (saison 5, épisode 10)
- 2007 Lost : lui-même (saison 3, épisode 14)
- 2008 : Private Practice : Sam Bennet (saison 2, épisode 6)
- 2009 : Hôpital central : Toussiant Du Bois (5 épisodes)
- 2009 - 2011 : Diary of a Single Mom (en) : Oncle Bo (17 épisodes)
- 2011 : FBI : Duo très spécial : Ford (saison 2, épisode 13)
- 2012-2014 : NCIS : Leroy Jethro (saison 10, épisode 4 et saison 11, épisode 24)
- 2013 : Modern Family : lui-même (saison 4, épisode 11)
- 2014 : Glee : Andy Collins (saison 5, épisode 19)

#### Séries d'animation
- depuis 2007 : Robot Chicken : lui-même, Lando Cal et Fudge Turnover (3 épisodes - en cours)
- 2010 : The Boondocks : lui-même (saison 3, épisode 10)
- 2011 : The Cleveland Show : Lando Calrissian (saison 2, épisode 20)
- 2013 : Lego Star Wars : Les Chroniques de Yoda (Lego Star Wars: The Yoda Chronicles) : Lando Calrissian (2 épisodes)
- 2015 : Star Wars Rebels : Lando Calrissian (3 épisodes)
- 2015 : Lego Star Wars: Droid Tales : Lando Calrissian (3 épisodes)
- 2016-2017 : Star Wars : Les Aventures des Freemaker (Lego Star Wars: The Freemaker Adventures) : Lando Calrissian (3 épisodes)
- 2021 : Scooby-Doo et Compagnie (Scooby-Doo and Guess Who?) : lui-même (saison 2, épisode 22)

## Clips
- 1989 : Liberian Girl de Michael Jackson : lui-même

## Ludographie
- 2002 : Star Wars Jedi Knight II: Jedi Outcast : Lando Calrissian
- 2007 : Command and Conquer 3 : Les Guerres du Tiberium : le directeur du GDI Redmond Boyle
- 2017 : Star Wars Battlefront II : Lando Calrissian
- 2022 : Lego Star Wars : La Saga Skywalker : Lando Calrissian

## Voix francophones
En version française, Billy Dee Williams n'a pas de voix régulière. Dans la franchise Star Wars,Jean Roche le double notamment dans les films L'Empire contre-attaque et Le Retour du Jedi. Il le double également dans Un homme à femmes, La Loi du fugitif, Fanboys et Modern Family. Son rôle dans la franchise Star Wars est repris par plusieurs acteurs : Frantz Confiac dans Star Wars Battlefront, Patrice Baudrier dans sa suite, Philippe Allard dans Star Wars Rebels et  Pierre Forest dans L'Ascension de Skywalker. Ce dernier le reprend par la suite dans Allô la Terre, ici Ned et Scooby-Doo et Compagnie.
Billy Dee Williams est également doublé à deux reprises chacun par Sady Rebbot dans  Mahogany et Les Faucons de la nuit ainsi que par Thierry Murzeau dans  Hood of Horror et Dirty Dancing. Enfin, il est doublé à titre exceptionnel par Greg Germain dans Dynastie, Med Hondo dans New York, deux heures du matin, Pascal Renwick dans Homicide à Wall Street, Christian Visine dans J'emporterais ton âme, Emmanuel Jacomy dans Undercover Brother : Un agent très secret et Benoît Allemane dans NCIS : Enquêtes spéciales
En version québécoise, il est doublé par Hubert Gagnon dans Batman, Denis Mercier dans Un Agent Très Secret et Jean-François Blanchard dans Star Wars, épisode IX : L'Ascension de Skywalker.